# Jan Cornelis Manifarges
Jan Cornelis Manifarges (Dordrecht, 29 september 1881 - Den Haag, 3 juni 1951) was een Nederlands violist.
Hij was zoon van koopman Jacob Manifarges en Margrieta Johanna Kraak. Zelf trouwde hij met Petronella Johanna Burgerhout. Dochter Rita Manifarges stond enige tijd bekend als beeldhouwer; ze huwde beeldhouwer Henk Etienne. Jan Cornelis werd gecremeerd op Westerveld. Hij is neef van de veel bekendere Pauline de Haan-Manifarges.
Hij kreeg zijn muziekopleiding aan de Dordtse muziekschool van E. Erdelamnn, vertrok naar Brussel voor lessen bij Eugène Ysaÿe aan het Koninklijk Conservatorium Brussel, vervolgens naar Keulen voor lessen bij Willy Hess, maar haalde in 1902 zijn diploma als concertviolist in Nederland. Hij gaf concerten in voornamelijk Nederland en Duitsland en maakte enige tijd deel uit van het hoforkest van Vorstendom Schaumburg-Lippe. In 1906 ondernam hij samen met een Haags organist een concertreis door zijn vaderland. Hij werd niet veel later leraar en solo-violist in Den Haag en schreef muziekartikelen voor De Hofstad. Van zijn hand verscheen ook een brochure onder de titel Richard Strauss de dirigent over Richard Strauss en hij recenseerde Elektra van die componist na een uitvoering te hebben bijgewoond in Dresden.
Hij was tot in de Tweede Wereldoorlog recensent voor de Haagsche Courant, van een actieve muzikale loopbaan was toen al lang geen sprake meer.